# 石垣カフェ

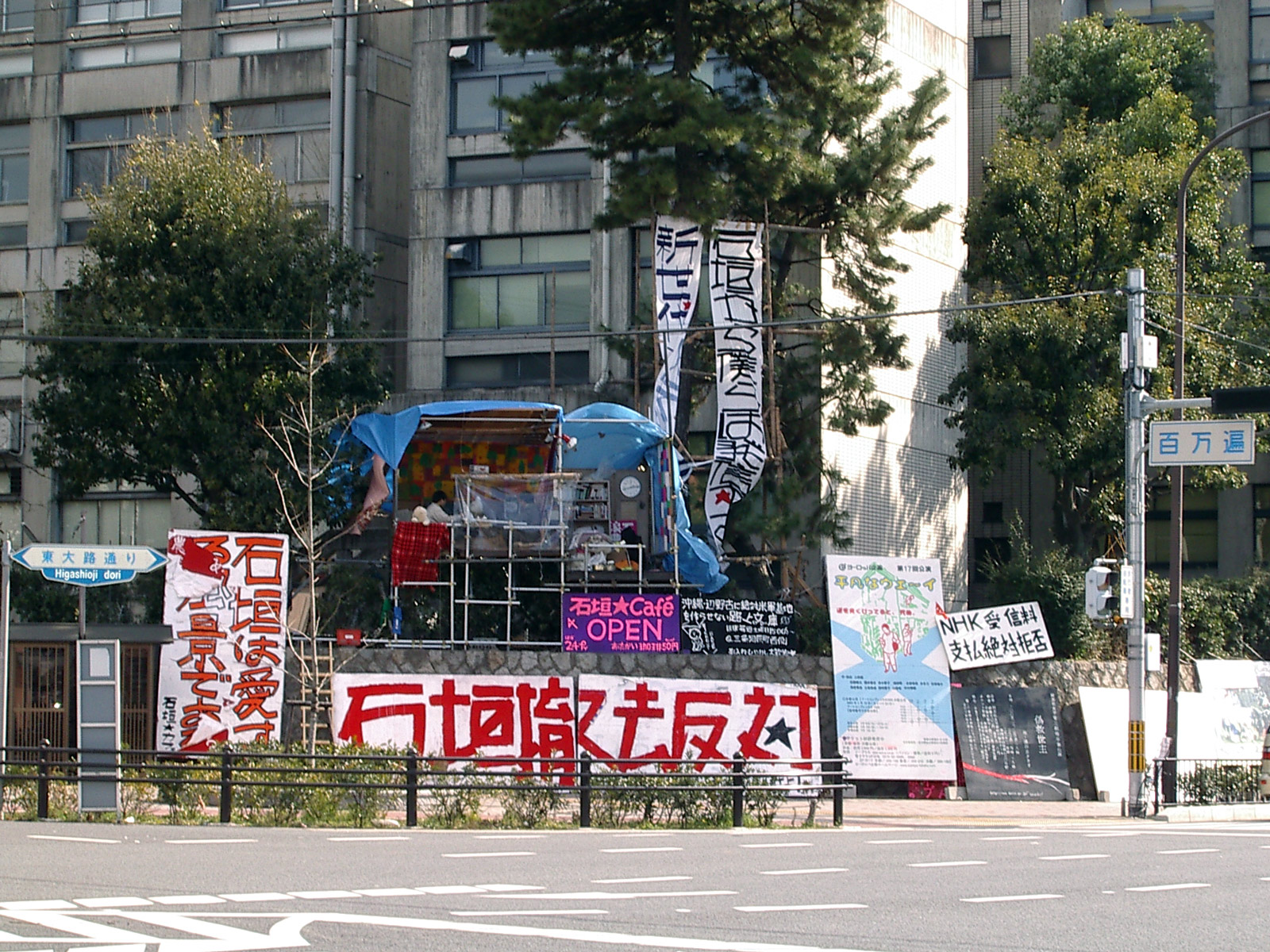
石垣カフェ（2005年3月）

石垣カフェ（いしがきカフェ）とは京都大学で2005年に行われた学生運動、およびその過程で作られた仮設構築物のこと。

## 概要

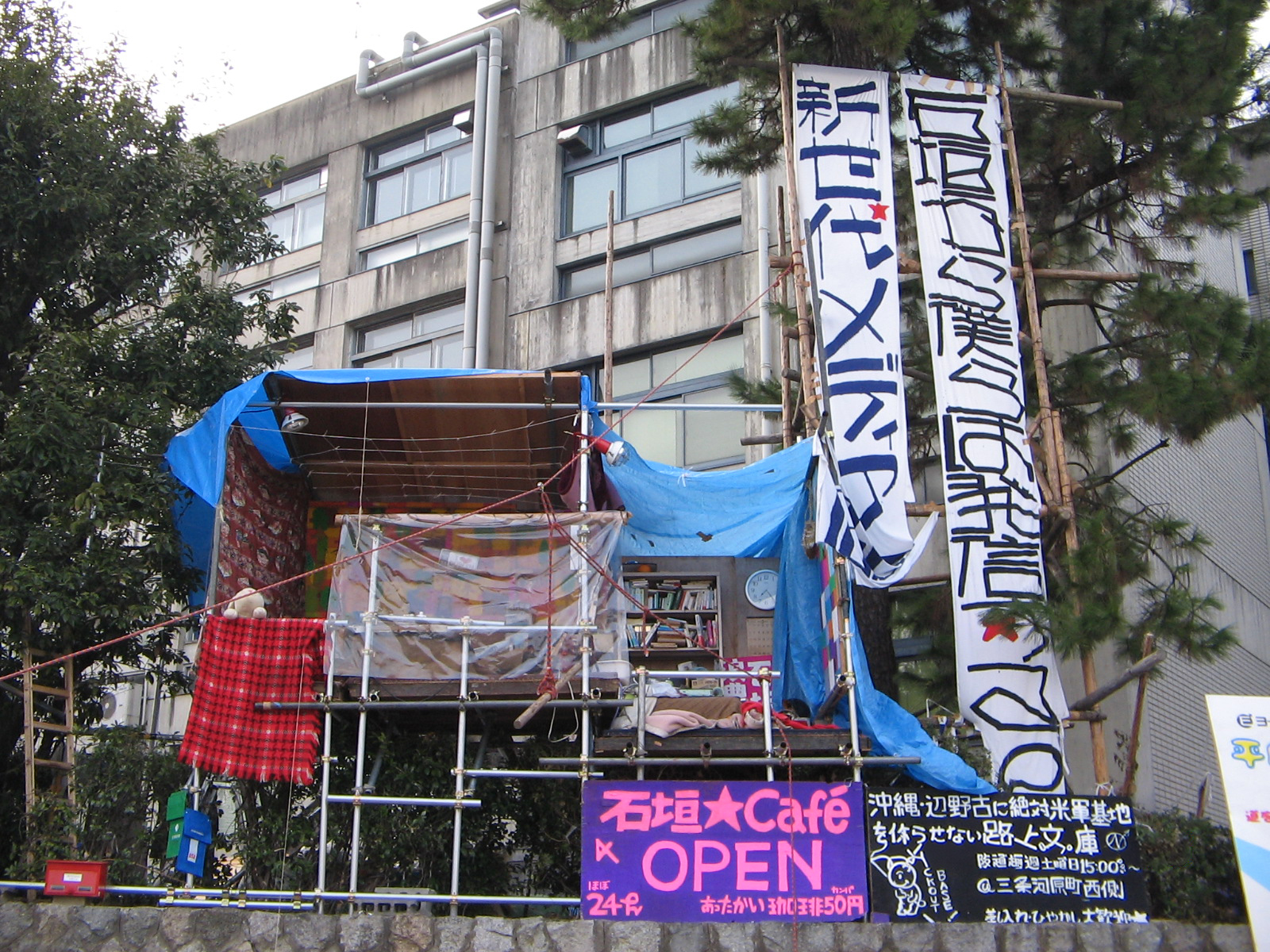
「石垣から僕らは発信する！」「新世代メディア石垣」の垂れ幕を掲げる（2005年3月）

2004年秋、京都大学は本部キャンパス北西端の百万遍交差点に面した石垣を撤去して、歩道を整備することを発表した。しかしこの石垣は伝統的に学生が学内でのイベント、部活動・サークル活動、政治的主張等に関する立て看板を置く場所として使用されており、学内から撤去反対の声が上がった。京都大学は反対派との話し合いに応じないまま工事を強行しようとしたが、2005年1月、反対派の学生が石垣を占拠して単管の櫓を建造、撤去工事を妨害する実力行使に出た。
学生たちは櫓の二階、地上5メートルで「石垣カフェ」を開店した。石垣カフェは24時間営業で、珈琲、紅茶、ココアなどの飲食物を採算度外視の50円で提供した。石垣缶バッジ（150円）、石垣Tシャツ（1500円）、石垣絵はがき（100円）などの「石垣グッズ」も販売した。カフェの天井にはびっしりとチラシが張られ、壁は片面にしかなく、中心にこたつが置かれていた。
石垣カフェは最初こそ奇異の目で見られたが、やがて百万遍交差点の日常風景として定着し、毎日、学生教職員や近所の人が数十人程度訪れた。櫓の上でロック・コンサートをしたり、通りすがりの副学長に節分の豆をぶつけたり、二次試験の解答速報を絶叫したこともあった。同年4月には学生有志が石垣カフェの裏手に単管の長屋「いしがき寮」を建造し、1部屋2万円（のち4000円）で入居者を募集した。いしがき寮には2畳1間の個室が7部屋あり、京大生や美大生など10名程度が入居した。
2005年5月、工事の延期を余儀なくされた大学側は学生側と話し合いを持った。工事の延期に伴う違約金など問題が山積していく中で、2005年8月4日の3回目の話し合いで、大学側は歩道の整備に関して学生側の提案した折衷案を採用し、学生側はカフェと長屋を自主撤去するという合意がなされた。学生側の提案は石垣や樹木を保存しつつ、歩行者や車椅子向けの「森の小道」を設けるというものだった。最後の三日間、石垣カフェは路上ライブ、路上講演会、路上盆踊りなどのイベントを連発し、8月16日、大文字の送り火が消えると同時に蛍の光を流しながら閉店した。
2006年3月31日、両者の合意した計画の下、本部構内百万遍門改善整備が竣工し、百万遍南東角に面した「新百万遍門」のほか側道が完成した。当時の副学長はメディアの取材に対して「有意義な話し合いが出来て、お互いがまあ納得出来る線で決着できたというのは非常に良かった」「私はね、やっぱりどこか学生が好きですね」と発言している。大学側の「大人の対応」と報道された。